# Banette
Banette, eigentlich im Französischen ein geflochtener Korb aus dünngespaltenem Kastanienholz für Transport- und Lagerzwecke, war auch die Bezeichnung für ein Stückmaß im amerikanischen Handel mit Leder und Häuten.
- 1 Banette = 1 Bund Ochsenhäute mit 2 Stück Häute = 1 Stück Ochsenhaut und 2 Stück Kuhhäute = 3 Stück Häute junger Ochsen = 4 Stück Kuhhäute